# Sunny mood
『sunny mood』（サニームード）は、エレクトロ・ファンクバンド『Tony Potter and the Friends』のファースト・ミニアルバム。2003年12月12日発売（JPDP-0808／2010年廃盤）。

## 収録曲
1. hot time GranChef　（10秒）
  - 作曲・編曲：Tony Potter and the Friends
2. it's the best moment of my life　（3分05秒）
  - 作詞：Tony & Norry / 作曲：Tony & Penny / 編曲：Tony Potter and the Friends
3. New year's eve　（2分32秒）
  - 作詞・作曲：Tony & Norry / 編曲：Tony Potter and the Friends
4. M-24　（1分56秒）
  - 作曲：Norry / 編曲：Tony Potter and the Friends
5. hitch hike　（2分54秒）
  - 作詞・作曲：Norry / 編曲：Tony Potter and the Friends
6. Tomato Jam Song　（2分24秒）
  - 作詞・作曲：Tony & Norry / 編曲：Tony Potter and the Friends